# Porté-Puymorens
Porté-Puymorens (em catalão:  Portè) é uma comuna francesa na região administrativa da Occitânia, no departamento dos Pirenéus Orientais. Estende-se por uma área de 49.42 km², e possui 104 habitantes, segundo o censo de 2018, com uma densidade de 2.1 hab/km².